# Eucithara coniformis
Eucithara coniformis é uma espécie de gastrópode do gênero Eucithara, pertencente à família Mangeliidae.